# Hardenberg-Kandelaber

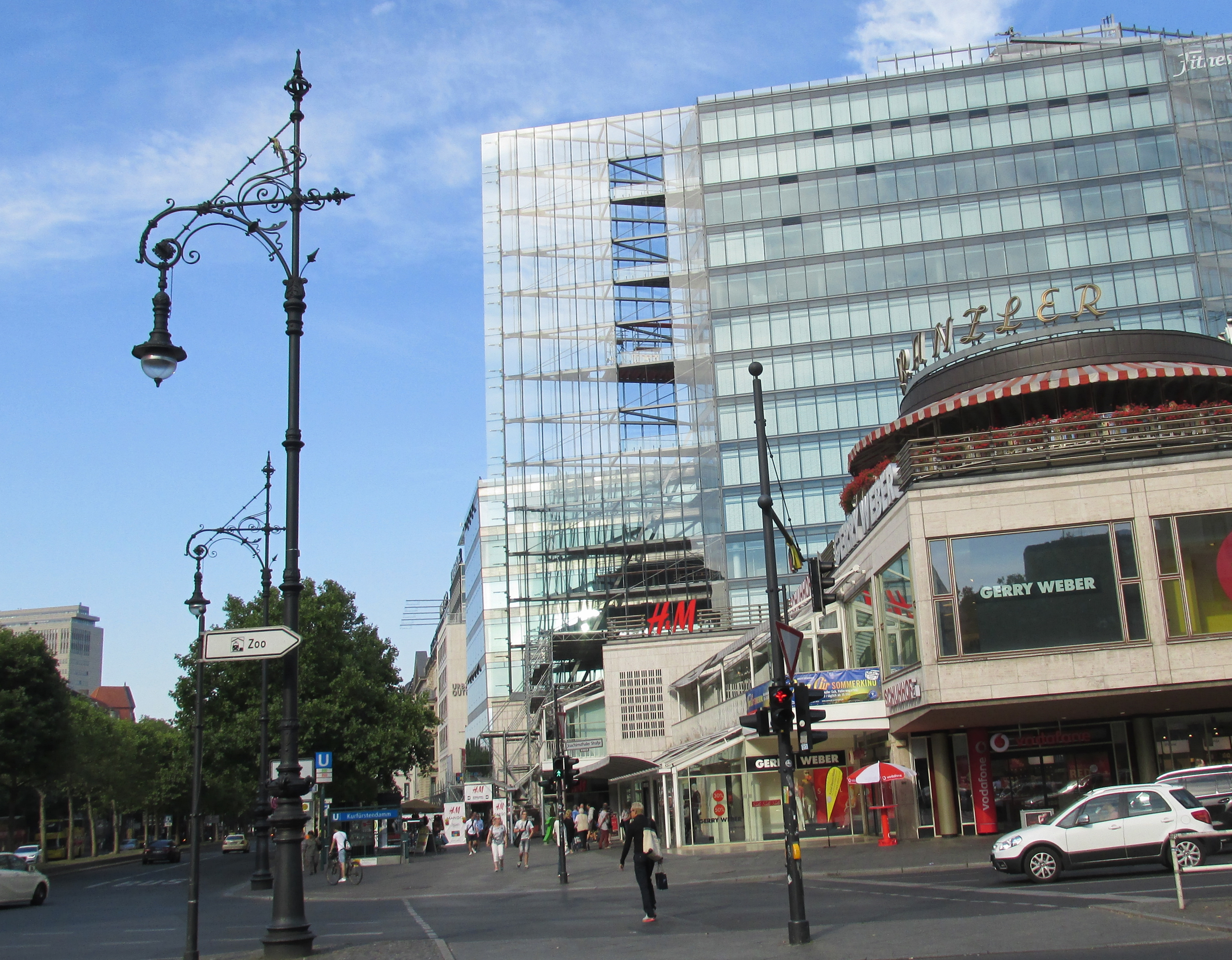
Nachbauten der Hardenberg-Kandelaber von 1987 auf dem Kurfürstendamm am Café Kranzler, 2015

Bei den Hardenberg-Kandelabern handelt es sich um reich verzierte Bogenlampen-Kandelaber, die um 1900 zunächst für die Charlottenburger Hardenbergstraße entworfen wurden. In den 1980er Jahren wurden Nachbauten dieser Kandelaber auch auf dem Kurfürstendamm aufgestellt.

## Vorgeschichte

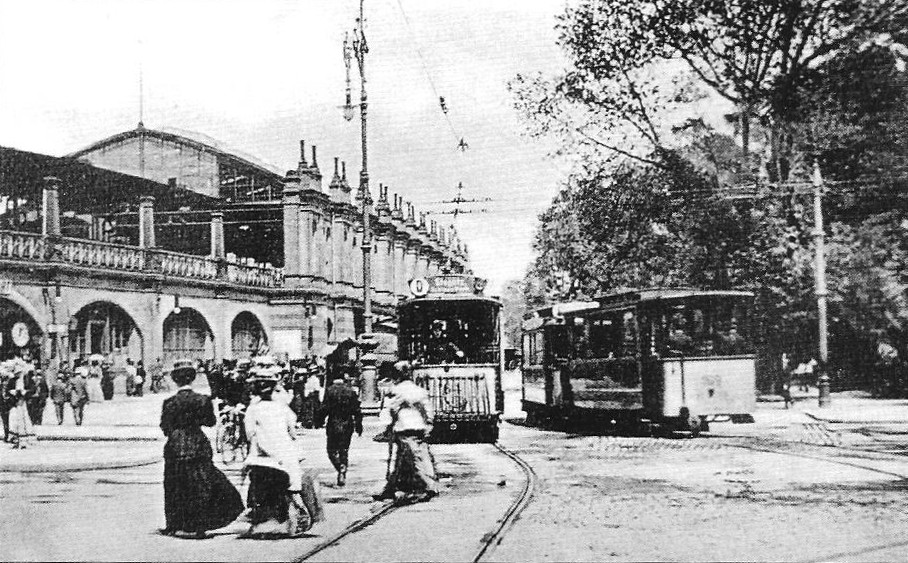
Hardenberg-Kandelaber am Hardenbergplatz, 1905

Im September 1882 wurde in Berlin die elektrische Straßenbeleuchtung am Potsdamer Platz und in der Leipziger Straße in Betrieb genommen. Die Firma Siemens & Halske lieferte insgesamt 36 Kohlebogenlampen.
Verglichen mit den alten Gaslaternen war die neue elektrische Straßenbeleuchtung sehr hell, allerdings auch teurer im Betrieb. Weitere wichtige Straßen in Berlin und besondere Gebäude sollten nun auch elektrische Beleuchtungen erhalten. Bereits zwei Jahre später schrieb die Stadt Berlin eine Konzession für den Betrieb der elektrischen Straßenbeleuchtung und die öffentliche Stromversorgung aus.
Hierfür hatte die Deutsche Edison-Gesellschaft für angewandte Elektricität (wenig später in die Allgemeine Elektricitäts-Gesellschaft (AEG) umfirmiert) im Jahr 1884 mit den Städtischen Electricitäts-Werken (A.G.StEW) ein eigenes Unternehmen gegründet, aus dem am 1. Oktober 1887 die Berliner Elektricitäts-Werke (BEW) hervorgingen.

## Hardenberg-Kandelaber aus der Zeit um 1900

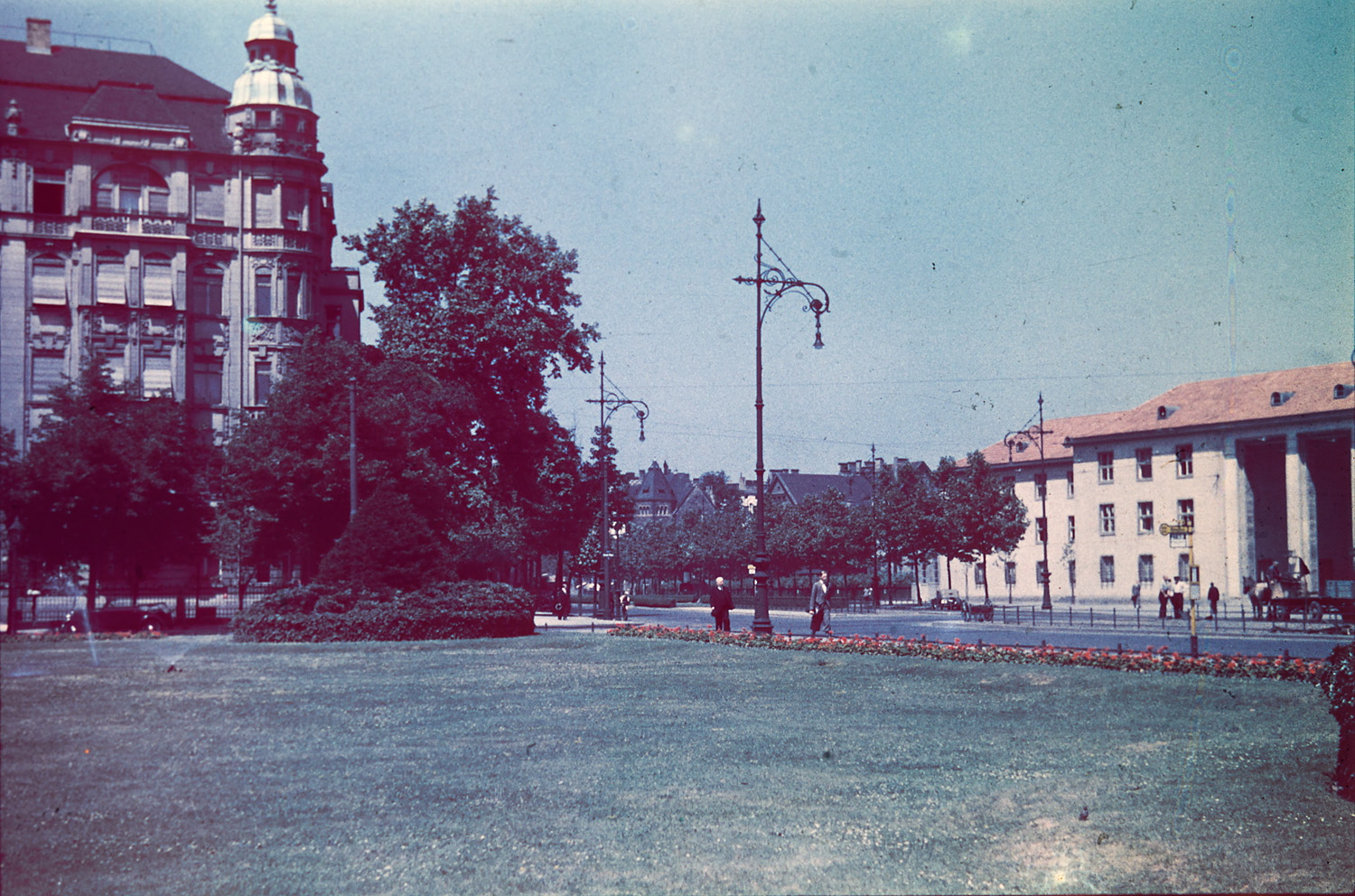
Originale Hardenberg-Kandelaber am Steinplatz im Jahr 1937

Charlottenburg war bis zur Bildung Groß-Berlins im Oktober 1920 eine eigenständige Stadt und verfügte über ein sehr hohes Steueraufkommen. Um 1900 sollten in der Hardenbergstraße repräsentative Bogenlampen-Kandelaber aufgestellt werden. Hierzu wurde ein Wettbewerb ausgelobt, aus dem der Entwurf für diesen Kandelaber hervorging.

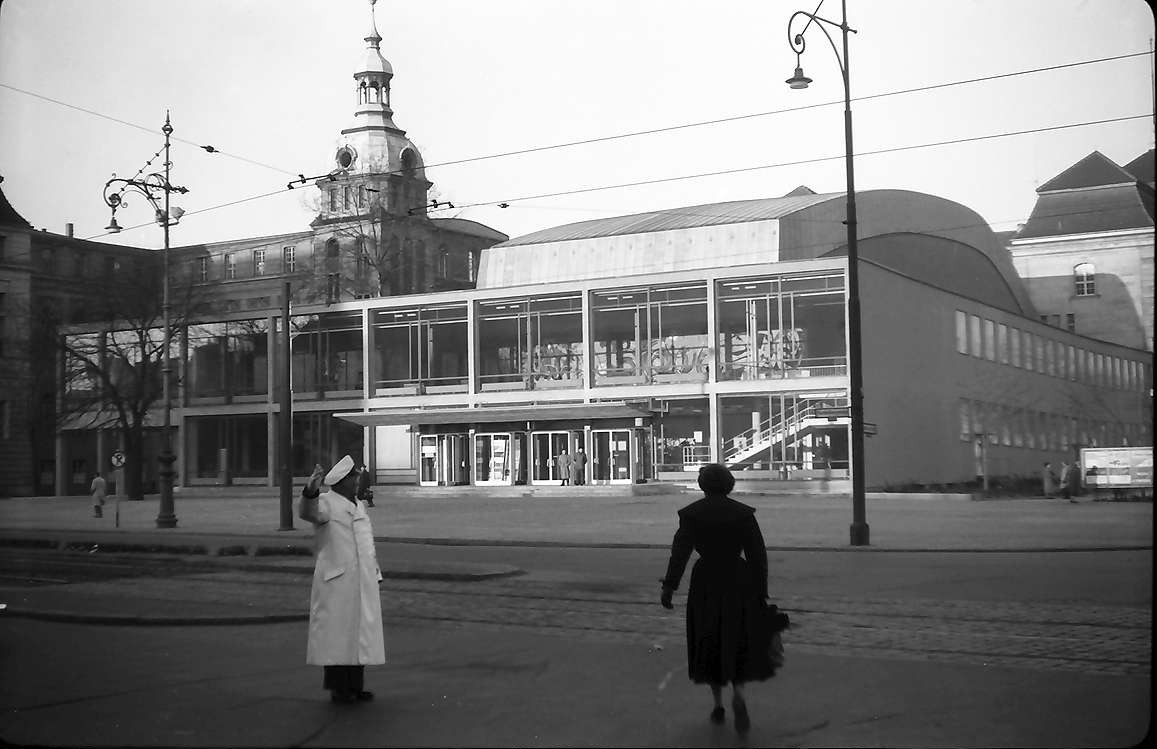
Konzertsaal der Universität der Künste mit vereinfachtem Nachbau des Hardenberg-Kandelabers, 1955

Nach dem Zweiten Weltkrieg war ein großer Teil der Berliner Schmuck-Kandelaber schwer beschädigt oder zerstört. Die Hardenberg-Kandelaber konnten weitgehend wieder hergestellt werden. Vereinzelt wurden Lücken mit vereinfachten Nachbauten geschlossen, die in der Größe und der Gestalt den originalen Kandelabern entsprachen.
Im Jahr 1979 brachte die Deutsche Bundespost Berlin anlässlich des Jubiläums 300 Jahre Straßenbeleuchtung in Berlin eine vierteilige Briefmarkenserie heraus. Die 40-Pfennig-Ausgabe zeigte den mit einer Kohlenbogenleuchte ausgestatteten Hardenberg-Kandelaber vor dem Preußischen Oberverwaltungsgericht.

## Nachbauten der Hardenberg-Kandelaber von 1987
Ab Anfang der 1980er Jahre wurden in Berlin wieder Straßenlampen nach historischen Entwürfen gebaut. So wurden im Westteil der Stadt zur 750-Jahr-Feier Berlins Nachbauten des Hardenberg-Kandelabers auf dem Kurfürstendamm zwischen dem Breitscheidplatz und Halensee aufgestellt,  obwohl sie dort ursprünglich nicht standen.